# Alessio Da Cruz
Alessio Sergio Fernando Da Cruz (Almere Flevoland; 18 de enero de 1997), es un futbolista inglés de origen neerlandés nacionalizado caboverdiano que se desempeña como delantero, actualmente juega en el Fortuna Sittard de la Eredivisie.

## Trayectoria

### Categorías inferiores
Da Cruz tuvo sus inicios en la academia de fútbol BAS en Biddinghuizen. En el 2007, a la edad de 10 años, fue reclutado por Ajax de Ámsterdam manteniéndose en las fuerzas básicas del equipo durante tres años para después pasar al Almere City FC y finalmente llegar a Football Club Twente en el 2011. Tras estar tres temporadas en fuerzas básicas debutó con el Jong Football Club Twente, equipo filial de Twente, el 28 de noviembre de 2014 entrando de cambio al minuto 80 por Merlin Schütte.

### FC Twente
La siguiente temporada subió al primer equipo y realizó su debut profesional el 15 de agosto de 2015 en la derrota como local de Twente contra ADO Den Haag, entró de cambio en lugar de Bruno Uvini en el segundo tiempo.

### FC Dordrecht
En el 2016 Da cruz sería cedido al FC Dordrecht, equipo con el cual aportaría un total de 30 apariciones y 5 goles.

### Novara Calcio
En la temporada 2017-2018 Da cruz llegaría por medio de préstamo al Novara Calcio de la Serie B de Italia, equipo con el cual jugaría un total de 19 encuentros con 5 anotaciones.

### Parma Calcio
En el 2017 se anunciaría su transferencia definitiva con el Parma de la Serie A jugaría 10 partidos con el conjunto italiano y luego sería cedido a otros equipos.

### Spezia Calcio
En 2018 sería cedido por el Parma al Spezia Calcio de la Serie B de Italia con el cual disputaría 14 encuentros en los que lograría anotar 2 goles.

### Sheffield Wednesday
Luego de su pase por el Spezia Calcio sería cedido en préstamo al Sheffield Wednesday en 2019, con esa escuadra participaría en 15 juegos, 14 de ellos en la EFL Championship y 1 en la copa Inglesa.

### Groningen
El 3 de octubre de 2020 se haría oficial su préstamo al Groningen de la Eredivisie. Con dicho equipo jugaría 21 encuentros y contribuiría con 4 anotaciones para su equipo.

### Club Santos Laguna
El 3 de agosto de 2021 se anunció su traspaso al Club Santos Laguna por medio de préstamo con opción a compra. Hizo su debut el 29 de agosto ante el Fútbol Club Juárez, entró de cambio al minuto 74 en lugar de Diego Valdés y anotó el gol que dejó el marcador 2-0 a favor de su equipo.
El 19 de septiembre de 2021 anotó un gol en los últimos minutos con el cual su equipo empató con el marcador de 1-1 ante el Club Puebla.
El 24 de octubre de 2021 anotó un gol al minuto 32 frente al Club Deportivo Toluca, duelo que acabó con un marcador de 2-2.
El 26 de noviembre de 2021 se confirmó que fue separado del plantel por indisciplina de manera indefinida por el director técnico Guillermo Almada.
 Sin embargo Dante Elizalde (presidente ejecutivo de Club Santos Laguna) comunicó el 6 de diciembre de 2021 que alessio se quedaría en el equipo ya que seguía en contrato vigente con el club.

### L.R. Vicenza
El 10 de enero de 2022 es anunciado como nuevo jugador del L.R. Vicenza de la Serie BKT para afrontar la  Temporada 2021-22.

## Selección nacional

### Categorías inferiores
Da Cruz comenzaría su carrera internacional jugando para la Selección de fútbol sub-17 de los Países Bajos fue debutado por el director técnico Maarten Stekelenburg el 3 de septiembre de 2014 a la edad de 17 años, 7 meses y 16 días, jugó 6 partidos con el conjunto sub-17, más adelante a la edad de 21 años, 2 meses y 9 días debutó en la Selección de fútbol sub-20 de los Países Bajos por el director técnico Peter van der Veen el 27 de marzo de 2018 disputando 1 juego.

## Clubes
| Club                | País         | Año       |
| ------------------- | ------------ | --------- |
| Jong FC Twente      | Países Bajos | 2014-2015 |
| FC Twente           | Países Bajos | 2015-2016 |
| FC Dordrecht        | Países Bajos | 2016-2017 |
| Novara Calcio       | Italia       | 2017-2018 |
| Parma Calcio        | Italia       | 2017-2020 |
| Spezia Calcio       | Italia       | 2018-2019 |
| Ascolli             | Italia       | 2018-2019 |
| Sheffield Wednesday | Inglaterra   | 2019-2020 |
| FC Groningen        | Países Bajos | 2020-2021 |
| Club Santos Laguna  | México       | 2021      |
| L.R. Vicenza        | Italia       | 2022      |

## Estadísticas
| Club                           | Temporada           | Liga                       | Liga | Liga  | Copa | Copa  | Copa de Liga | Copa de Liga | Otro | Otro  | Total | Total |
| Club                           | Temporada           | División                   | Aps  | Goles | Aps  | Goals | Aps          | Goles        | Aps  | Goles | Aps   | Goles |
| ------------------------------ | ------------------- | -------------------------- | ---- | ----- | ---- | ----- | ------------ | ------------ | ---- | ----- | ----- | ----- |
| Jong FC Twente                 | 2014–15             | Eerste Divisie             | 6    | 1     | —    | —     | —            | —            | —    | —     | 6     | 1     |
| FC Twente                      | 2015–16             | Eredivisie                 | 3    | 0     | 1    | 0     | —            | —            | 0    | 0     | 4     | 0     |
| FC Dordrecht (préstamo)        | 2016–17             | Eerste Divisie             | 29   | 5     | 1    | 0     | —            | —            | 0    | 0     | 30    | 5     |
| Novara                         | 2017–18             | Serie B                    | 19   | 5     | 0    | 0     | —            | —            | 0    | 0     | 19    | 5     |
| Parma                          | 2017–18             | Serie B                    | 6    | 0     | 0    | 0     | —            | —            | 0    | 0     | 6     | 0     |
| Parma                          | 2018–19             | Serie A                    | 3    | 0     | 1    | 0     | —            | —            | 0    | 0     | 4     | 0     |
| Parma                          | 2019–20             | Serie A                    | 0    | 0     | 0    | 0     | —            | —            | 0    | 0     | 0     | 0     |
| Parma                          | Total               | Total                      | 9    | 0     | 1    | 0     | —            | —            | 0    | 0     | 10    | 0     |
| Spezia (préstamo)              | 2018–19             | Serie B                    | 14   | 2     | 0    | 0     | —            | —            | 0    | 0     | 14    | 2     |
| Ascoli (préstamo)              | 2018–19             | Serie B                    | 15   | 5     | 3    | 1     | —            | —            | 0    | 0     | 18    | 6     |
| Sheffield Wednesday (préstamo) | 2019–20             | EFL Championship           | 14   | 0     | 1    | 0     | 0            | 0            | 0    | 0     | 15    | 0     |
| Groningen (préstamo)           | 2020–21             | Eredivisie                 | 21   | 4     | 0    | 0     | 0            | 0            | 0    | 0     | 21    | 4     |
| Club Santos Laguna (préstamo)  | 2021-               | Primera División de México | 8    | 3     | 0    | 0     | —            | —            | 0    | 0     | 8     | 3     |
| Total de la carrera            | Total de la carrera | Total de la carrera        | 138  | 25    | 7    | 1     | 0            | 0            | 0    | 0     | 145   | 26    |